# 瀬戸ゆうき
瀬戸 ゆうき（せと ゆうき、1971年1月14日 -）は、日本の元AV女優。

## 略歴・人物
アダルトビデオメーカー・溜池ゴローの2代目専属女優としてAVデビュー。
2008年3月に引退。

## 出演作品
撮りおろし作品
2007年
- 美顔（1月13日、溜池ゴロー） ※デビュー作
- 友人の母（3月13日、溜池ゴロー）
- 美しい人（4月13日、溜池ゴロー）
- 僕のおばさん（4月25日、マドンナ）
- 母さんとしたい!（5月25日。マドンナ）
- 美乳人妻淫乱ペット（7月7日、マドンナ）
- 義母姦 ～僕と義母さんの愛と性～（8月7日、マドンナ）
- 淫刑 嫁嬲り（9月7日、マドンナ）…共演:くれは沙弥
- 「熟女の口はもっと嘘をつく。」 熟雌女 ANTHOLOGY #026（10月5日、アウダースジャパン）[1]
- 熟痴レズ2（10月25日、スタイルアート）共演:高倉梨奈
- 近親熟女 お母さん!中出しさせて! 1（10月25日、ジャネス）
- ある家庭教師のその教え子の母との情事（11月13日、カルマ）
- 近親相姦 交悦の痴母（11月15日、グローリークエスト）
- 美熟女妄想劇場 誘惑妻の男喰い 壱（11月19日、スタイルアート）
- 近親相姦 お母さんの美尻（11月22日、ワンズファクトリー）
- セレブ艶女たちの競泳水着レズ 1（11月25日、ジャネス）共演:高倉梨奈
- フェロモンマダム エクストラ（12月7日、桃太郎映像出版）共演:翔田千里、風間ゆみ、流川純
- ノーモザイク 熟 おまんこ（12月13日、カルマ）他出演:風間ゆみ、小池絵美子

2008年
- 近親相姦 母のおもかげ（3月15日、小林興業）共演:沢田祐理子
- 熟女読者モデル 2（3月20日、グローリークエスト）
- 最高の兄嫁（4月3日、タカラ映像）
- 淫乱オフィス（4月13日、溜池ゴロー）
- SEX WIFE －素人妻モデルズ2－（4月21日、ビデオバンク）他出演:吉澤レイカ、坂本梨沙、牧野遥
- 不貞妻 熟れた身体が男を欲しがる時（5月28日、フラットコーポレーション）共演:沢田祐理子
- 美熟女の乱交晩餐会（7月1日、ANIMALIJO）

総集編
- フェラベスト30連発（2007年6月13日、溜池ゴロー）
- 友人の母ベスト（2007年9月13日、溜池ゴロー）他出演:金子里沙、高倉朱々、神崎美樹、立花優、白鳥美鈴
- 瀬戸ゆうき総集編4時間（2007年11月7日、マドンナ）
- 瀬戸ゆうきベスト（2008年2月13日、溜池ゴロー）
- 淫乱美熟女30人! ズッポリ結合部4時間（2008年2月21日、マドンナ）
- 母さんとしたい! 総集編4時間 2（2008年1月25日、マドンナ）他出演:天霧真世、村上美咲、五十川みどり、泉美貴子、東千津子
- 義母姦 総集編4時間（2008年3月20日、マドンナ）他出演:草凪純、白石さゆり、白鳥美鈴、宮崎彩香、あおい桜子
- 美しい人ベスト（2008年4月13日、溜池ゴロー）他出演:白石さゆり、風間ゆみ、紫彩乃
- GLORYQUEST 2007下半期 BEST30（2008年4月17日、グローリークエスト）
- 巨乳&美乳人妻淫猥ペット6時間（2008年4月25日、マドンナ）他出演:風間ゆみ、高倉梨奈、若狭静珈、一条梨乃、流川純